# تنوب بهي
تنوب بهي (الاسم العلمي:Abies magnifica) هو نوع من النباتات يتبع جنس التنوب من الفصيلة الصنوبرية.